# 若林仁 (アイスホッケー)
若林 仁（英語: Hitoshi "Mel" Wakabayashi 1943年4月23日 - 2023年7月9日）は、カナダ連邦ブリティッシュコロンビア州出身の日本の元プロアイスホッケー選手。ポジションはセンター。右利き。日本に帰化するまではメル若林としてプレーした。

## 経歴
1943年にブリティッシュコロンビア州で日系カナダ人として生まれたが、太平洋戦争中に同じ立場の何千人もの日系カナダ人と共に彼の一家はオンタリオ州に移り住んだ。1950年に一家はチャタムに移った。
1963年に奨学金のオファーを受けたミシガン大学へ入学、この年はNCAAの規定によりプレーできなかった。1964年にミシガン大学ウォルバリンズのメンバーとして21得点、17アシストをあげ、NCAAでチャンピオンとなった。この年マイナーペナルティを1回受けたが、これは大学在学中唯一のペナルティである。1965年に17得点、21アシストをあげてオールアメリカンファーストチームに選ばれた。1966年に19得点、33アシストをあげてウエスタン・カレッジエイト・ホッケー・アソシエイション（WCHA）のプレイヤー・オブ・ザ・イヤーに選ばれた。
日本アイスホッケーリーグでは第2回より西武鉄道アイスホッケー部に加入、第7回からは西武鉄道から独立したチーム、国土計画アイスホッケー部で6シーズンプレーした。
アイスホッケー日本代表のコーチを務めており、これには1980年のレークプラシッドオリンピックが含まれている。
1984年から1994年まで国土計画の監督を務めた。
その後、西武グループのカナダ法人である、セイブ・カナダ（Seibu Canada）の代表となった。2001年にWCHAのTop 50 Players in 50-year history of the conference（過去50年の上位50選手）の1人に選ばれると、2006年にはミシガン大学の運動の殿堂入り（英語）を果たした。
2011年7月から日本アイスホッケー連盟副会長兼強化本部長に就任。
2023年7月9日、死去。80歳没。

## 人物
若林修は実弟。息子の若林クリスは西武鉄道アイスホッケー部の解散時の監督で、その後東北フリーブレイズのヘッドコーチに就任している。